# Spencer Dryden
Spencer Dryden (New York, 7 april 1938 - Petaluma (Californië), 10 januari 2005) was een Amerikaanse drummer, vooral bekend als drummer van Jefferson Airplane en New Riders of the Purple Sage. Hij speelde ook met The Dinosaurs en The Ashes (later bekend als The Peanut Butter Conspiracy). In 1996 werd hij opgenomen in de Rock and Roll Hall of Fame.

## Carrière
Spencer Charles Dryden werd in 1938 geboren in New York als zoon van Alice Chapple (1911-2005) en George Dryden Wheeler Jr. (1892-1957). Alice Chapple was van joodse afkomst en balletdanseres bij het dansgezelschap van Anna Pavlova en lid van de Radio City Ballet Company, Wheeler Dryden was een in Engeland geboren acteur die Amerikaans staatsburger werd. Later werkte hij als regisseur. Ook was hij een halfbroer van Charlie Chaplin. Toen Spencer Dryden opgroeide, verborg hij zorgvuldig zijn relatie met zijn wereldberoemde halfoom, omdat hij niet op zijn naam beoordeeld wilde worden.
Terwijl Dryden nog een baby was, verhuisde het gezin naar Los Angeles en zijn vader ging aan de slag als assistent-regisseur voor Chaplin. Zijn ouders scheidden in 1943. Dryden herinnerde zich later met veel plezier dat hij als kind in de Hollywood-studio van zijn beroemde oom speelde toen hij zijn vader bezocht. Eind jaren 1940 raakte Dryden bevriend met de ook in 1939 geboren Lloyd Miller, die verderop in de straat aan de Royal Boulevard in Rossmoyne in Glendale woonde. Ze hielden allebei van jazz. Miller zei dat de twee jongens een band moesten beginnen en moedigde Dryden aan om te drummen.
Op een dag liep Miller naar het huis van Dryden en hoorde hem spelen op een vol drumstel. Hij speelde de solo's van Baby Dodds tot in de perfectie, zelfs de moeilijke zenuwprikkels. Al snel hadden ze trompettist Buzz Leifer aangeworven, een kennis van Glendale High van Dryden, een trombonist, Millers vriend Faith Jackson op piano en een banjospeler. De band Smog City Six zou repeteren in de garage van Miller. Nadat zijn ouders hadden geklaagd, speelden ze op grasvelden in de buurt voor korte concerten totdat ze moesten vluchten voor de politie.
Al snel waren ze gewild voor hun gazonsessies. Hun laatste jazzoptreden in New Orleans-stijl was voor het lentefestival op Millers school Flintridge Prep. Daarna werd Dryden 'modern' en begon hij cooljazz te spelen in Hollywood en Los Angeles. Miller voegde ook modernjazz toe aan zijn stijlen en de twee jamden nog een paar keer bij Miller voordat ze het contact verloren.
Beide muzikanten hebben op verschillende manieren hun stempel gedrukt. Nadat Chaplin in 1952 naar Zwitserland was verhuisd, beheerde Drydens vader de zaken van Chaplin in de Verenigde Staten totdat zijn studio's in 1954 werden verkocht. Drydens vader was ook een jazzfan en nam hem in de jaren 1950 mee naar jazzclubs in Los Angeles. Deze inspireerden de muzikale ambities van Dryden. Zijn vader overleed in 1957, toen Dryden 19 jaar oud was.

## Jefferson Airplane
Medio 1966 werd Dryden aangeworven om Skip Spence te vervangen als drummer van Jefferson Airplane, een toonaangevende psychedelische band uit San Francisco. Samen met bassist Jack Casady hielp hij bij het creëren van een uitzonderlijke ritmesectie. Een kenmerk van live Airplane-optredens in die tijd waren improvisatiejams in vrije vorm, met Drydens licks als aanvulling op Casady's vloeiende stijl, waarvan voorbeelden te horen zijn op Thing en Bear Melt van Bless Its Pointed Little Head. Tijdens deze periode had hij een affaire met Grace Slick.
Het lied Lather, dat op de Crown of Creation van Jefferson Airplane verschijnt, zou door Grace Slick zijn geschreven ter gelegenheid van de dertigste verjaardag van Dryden. De tekst gaat over een jongen die zo jong mogelijk blijft tot op een dag dat hij er kapot van is dat hij eindelijk volwassen moet worden.
Oprichtend redacteur van Rolling Stone en muziekcriticus Ralph J. Gleason publiceerden in 1969 The Jefferson Airplane and the San Francisco Sound. Het boek bevatte een boeiend interview van vierenveertig pagina's met Dryden.
Dryden stopte in februari 1970 met Jefferson Airplane. Dit volgde op de gewelddadige ervaringen van de groep op het beruchte Altamont Festival, waar zanger Marty Balin bewusteloos werd geslagen door Hells Angels-bikers en festivalbegunstiger Meredith Hunter dodelijk werd neergestoken. Dryden leek een onheilspellend gevoel te hebben over het concert, omdat hij daar aanvankelijk niet wilde spelen en zei dat de voortekenen niet goed waren.

## New Riders of the Purple Sage, The Dinosaurs
Dryden verliet de muziekbusiness voor een korte periode, maar keerde terug naar drummen als lid van de New Riders of the Purple Sage. Hij trad op en nam met hen op van eind 1970 tot 1977, waarna hij de manager van de band werd. Na het verlaten van de New Riders, speelde Dryden een lange periode met de band van de Dinosaurs en Barry Melton voordat hij in 1995 stopte met drummen.

## Later leven
Dryden nam niet deel aan de reünie van Jefferson Airplane in 1989. In 1996 werd Dryden samen met de rest van Jefferson Airplane opgenomen in de Rock and Roll Hall of Fame. Voor het eerst sinds 1970 speelde hij met de band in een speciaal evenement. In 2003 voegde Dryden zich voor de laatste keer bij de band op het podium, tijdens de Jefferson Starship Galactic Reunion.
Hij leefde in relatieve onbekendheid, naar verluidt in een klein huis op een gehuurd terrein met een paar hectare in Penngrove, Californië. Hij verloor zijn huis door een brand in 2003. Een paar jaar voor zijn dood had Dryden heupvervanging en hartoperaties nodig. In mei 2004 werd een benefietconcert gehouden met optredens van Bob Weir van de Grateful Dead en Warren Haynes, waarmee 36.000 dollar werd opgehaald om de medische kosten van Dryden te helpen betalen. Later in 2004 werd bij hem kanker vastgesteld. De benefiet blies Drydens vriendschap met Jorma Kaukonen, bandlid van Jefferson Airplane, nieuw leven in, die hem liefdevol herinnerde voor de manier waarop hij zei: 'Aww, MAN!' Pas kort voor Drydens dood hoorde Kaukonen dat Dryden de neef was van Charlie Chaplin. Het laatste publieke optreden van Dryden was in 2004 met bandleden van Jefferson Airplane op een dvd-party voor de publicatie van de documentaire Fly van de band.

## Overlijden
Dryden overleed op 11 januari 2005 op 66-jarige leeftijd aan uitgezaaide darmkanker. Hij was drie keer getrouwd en werd overleefd door zijn drie zonen, Jeffrey, Jesse en Jackson Dryden, zes kleinkinderen en zijn moeder Alice Chapple Judd. Ze overleed in hetzelfde jaar op eerste kerstdag, 25 december 2005 op 94-jarige leeftijd.
Bij het nieuws van zijn dood schreven Grace Slick en andere bandleden een eerbetoon aan Dryden dat op de website van de band verscheen.
- Bibliothèque nationale de France: cb179726128 (data)
- International Standard Name Identifier: 0000 0003 6495 587X
- Library of Congress Control Number: no2005013608
- MusicBrainz: f9ac1abb-4b85-40b4-8469-910119788a8c
- Virtual International Authority File: 227492604
- WorldCat: E39PBJvXk6RvDjjpWtwyW3KWXd